# آدینه مسجد
آدینه مسجد روستایی در ولایت بلخ افغانستان است.